# Фінал кубка Англії з футболу 1960
Фінал кубка Англії з футболу 1960 — 79-й фінал найстарішого футбольного кубка у світі. Учасниками фіналу були «Блекберн Роверз» і «Вулвергемптон Вондерерз». Володарем кубкового трофею став «Вулвергемптон Вондерерз».

## Шлях до фіналу
| «Блекберн Роверз»   | «Блекберн Роверз» | «Блекберн Роверз»                            | Раунд           | «Вулвергемптон Вондерерз» | «Вулвергемптон Вондерерз» | «Вулвергемптон Вондерерз»               |
| ------------------- | ----------------- | -------------------------------------------- | --------------- | ------------------------- | ------------------------- | --------------------------------------- |
| Суперник            | Результат         | Матчі                                        |                 | Суперник                  | Результат                 | Матчі                                   |
| «Сандерленд»        | 5—2               | 1—1 на виїзді, 4—1 вдома (перегравання)      | Третій раунд    | «Ньюкасл Юнайтед»         | 6—4                       | 2—2 на виїзді, 4—2 вдома (перегравання) |
| «Блекпул»           | 4—1               | 1—1 вдома, 3—0 на виїзді (перегравання)      | Четвертий раунд | «Чарльтон Атлетік»        | 2—1                       | 2—1 вдома                               |
| «Тоттенгем Готспур» | 3—1               | 3—1 на виїзді                                | П'ятий раунд    | «Лутон Таун»              | 4—1                       | 4—1 на виїзді                           |
| «Бернлі»            | 6—1               | 3—3 на виїзді, 2—0 (дч) вдома (перегравання) | Шостий раунд    | «Лестер Сіті»             | 2—1                       | 2—1 на виїзді                           |
| «Шеффілд Венсдей»   | 2—1               | 2—1 на нейтральному полі                     | 1/2 фіналу      | «Астон Вілла»             | 1—0                       | 1—0 на нейтральному полі                |

## Матч
| 7 травня 1960 |

| Блекберн Роверз | 0:3      | Вулвергемптон Вондерерз        |
| --------------- | -------- | ------------------------------ |
|                 | Протокол | Макграт 41' (аг) Ділі 67', 88' |

| Вемблі, Лондон Глядачів: 98 954 Арбітр: Кевін Гоулі |

|  |  |

|                  |  |                   |  |
|                  |  |                   |  |
| В                |  | Гаррі Лейланд     |  |
| З                |  | Джон Брей         |  |
| З                |  | Дейв Вілан        |  |
| З                |  | Метт Вудс         |  |
| ПЗ               |  | Ронні Клейтон (к) |  |
| ПЗ               |  | Мік Макграт       |  |
| Н                |  | Луїс Бімпсон      |  |
| Н                |  | Пітер Добінг      |  |
| Н                |  | Дерек Дуган       |  |
| Н                |  | Браян Дуглас      |  |
| Н                |  | Аллі Мак-Лауд     |  |
| Головний тренер: |  |                   |  |
| Даллі Данкан     |  |                   |  |

|                  |  |                    |  |
|                  |  |                    |  |
| В                |  | Малкольм Фінлейсон |  |
| З                |  | Джордж Шовелл      |  |
| З                |  | Джеррі Гарріс      |  |
| ПЗ               |  | Едді Клемп         |  |
| ПЗ               |  | Білл Слейтер       |  |
| ПЗ               |  | Рон Флаверс        |  |
| Н                |  | Норман Ділі        |  |
| Н                |  | Баррі Стобарт      |  |
| Н                |  | Джиммі Маррей      |  |
| Н                |  | Пітер Бродбент     |  |
| Н                |  | Дес Горн           |  |
| Головний тренер: |  |                    |  |
| Стен Калліс      |  |                    |  |